# Psicosomatismo
El psicosomatismo es un proceso de origen psíquico que tiene influencia en lo somático, o sea en lo corpóreo, que en función de la enfermedad hay un sistema que se ve afectado. Estos sistemas pueden ser: 
- Sistema inmunológico.
- Trastornos cardiovasculares, gastrointestinales o respiratorios.
- Endocrinos.
- Dolores crónicos.
- Alteraciones en la piel.
- Cambios en el aspecto físico como la obesidad.

En la actualidad, ciertos problemas psicológicos pueden derivar en una enfermedad distinta como desarrollar alergias o padecer cáncer que según los estudios realizados recientemente estos factores psicológicos tienen una relación muy estrecha con las enfermedades que puedan surgir posteriormente. 
La medicina reconoce la importancia de los procesos emocionales en la aparición y desarrollo de algunas enfermedades, pero este proceso es difícil de cuantificar y precisar por depender de factores y variables difíciles o imposibles de estudiar con el método científico. 
Ejemplos de procesos psicosomáticos son:
- La hipertensión arterial ante situaciones de estrés.

Ejemplos de síntomas y enfermedades en las que el factor psicosomático podría tener relación son:
- Hipertensión arterial
- Taquicardia
- Estrés
- Depresión
- Ansiedad

Es importante no confundir trastornos psicosomáticos en los cuales el organismo se ve afectado, con trastornos somatoformes en los cuales sólo se manifiesta una reacción física externa sin desprender patologías orgánicas visibles.
Para tratar las enfermedades psicosomáticas es necesario asistir a psicoterapias o terapias teniendo en cuenta el tipo de trastorno emocional que sufre. En cambio, para prevenir la aparición de esta enfermedad se deben realizar ejercicios de relajación para reducir el estrés, las relaciones con el entorno son importantes y éstas deben ser positivas, es decir, llevar una vida de forma saludable.

## Críticas
Historiadores de la ciencia, como Paul Martini, han criticado la falta de fundamentos epistemológicos sólidos en la psicosomática desde 1949, destacando la difuminación de los límites entre causalidad, evidencia y subjetividad.
En una revisión publicada en 1972, Aitken señala que la investigación psicosomática a menudo se basa en casos clínicos y medidas poco fiables (sensibilidad, validez, representatividad) en lugar de ensayos controlados sólidos.